# Peter Kropénin
Björn Peter Kropénin, född 22 juli 1945 i Stockholm, är en svensk filmproducent.
Kropénin startade sin karriär som ljudtekniker på piratradiostationen Radio Nord. Han studerade vid Stockholms tekniska gymnasium 1962–1966, Handelshögskolan i Stockholm 1967–1972 samt vid University of Southern California Los Angeles filmfakulteten 1973–1974. Efter att i mitten av 1970-talet ha varit produktionsledare på flera filminspelningar, bland annat hos Ingmar Bergman, grundade han 1980 Golden Films AB. Sitt nuvarande bolag Omega Film & Television AB, numera HOB AB, bildade han 1982 och har sedan dess producerat ett flertal långfilmer, kortfilmer och dokumentärer.

## Filmografi i urval

### Producent
- 1982 – En flicka på halsen
- 1984 – Dödspolare
- 1984 – Dirty Story
- 1986 – Teaterterroristerna
- 1986 – En film om kärlek
- 1987 – PS Sista sommaren
- 1987 – Enkel resa
- 1989 – Istanbul
- 1989 – Ängel
- 1990 – Kaninmannen
- 1990 – Freud flyttar hemifrån...
- 1991 – "Harry Lund" lägger näsan i blöt!
- 1992 – Tryggare kan ingen vara ......
- 1993 – Illusioner
- 1994 – Passageraren
- 1996 – Sanna ögonblick
- 1996 – Ellinors bröllop
- 1998 – Sjön
- 2000 – Vingar av glas
- 2001 – Hundtricket
- 2002 – Mötet - Emma och Daniel
- 2003 – Snowland
- 2004 – Världens bästa pappa
- 2005 – Den bästa av mödrar
- 2005 – Fyra veckor i juni
- 2010 – Between 2 Fires
- 2011 – Någon annanstans i Sverige
- 2013 – Hur många kramar finns det i världen?